# Telchac Pueblo
Telchac es la cabecera del municipio de Telchac Pueblo (nombre por el que igual es conocida popularmente la cabecera municipal para diferenciarla de la localidad de Telchac Puerto), uno de los 106 municipios del estado de Yucatán, en México. Ubicado al norte del estado, es un pueblo de comerciantes y agricultores, aunque parte de la población se dedica también a la ganadería.
Se encuentra ubicada a 48 kilómetros al noreste de la ciudad de Mérida, la capital del estado, a 12 km de la ciudad de Motul, a 4 km de Dzemul y a 9 km de Sinanché.

## Toponimia
El nombre del municipio proviene del idioma maya y que traducido al español significa oficialmente "Agua o lluvia necesaria", por derivarse de las voces Tel, contracción de teel, indispensable o necesario y chac, contracción de chaac, lluvia o agua. Erróneamente se dice que el significado es "Gallo Colorado" (Tel significa gallo y Chac colorado).
La denominación "Pueblo" se utiliza para diferenciarlo del cercano municipio llamado Telchac Puerto, ubicado al norte del municipio de Telchac Pueblo y sobre el litoral del golfo de México. Ambos fueron antaño un solo municipio, el cual alcanzó el grado de municipalidad el 24 de junio de 1867. El 19 de julio de 1929, por problemas políticos, Telchac se escindió en dos municipios. Cuando Telchac Puerto era comisaría de Telchac Pueblo se llamaba Miramar, y aún en la actualidad hay un área de aquel municipio que sigue llamándose así.

## Cultura

### Fiesta popular

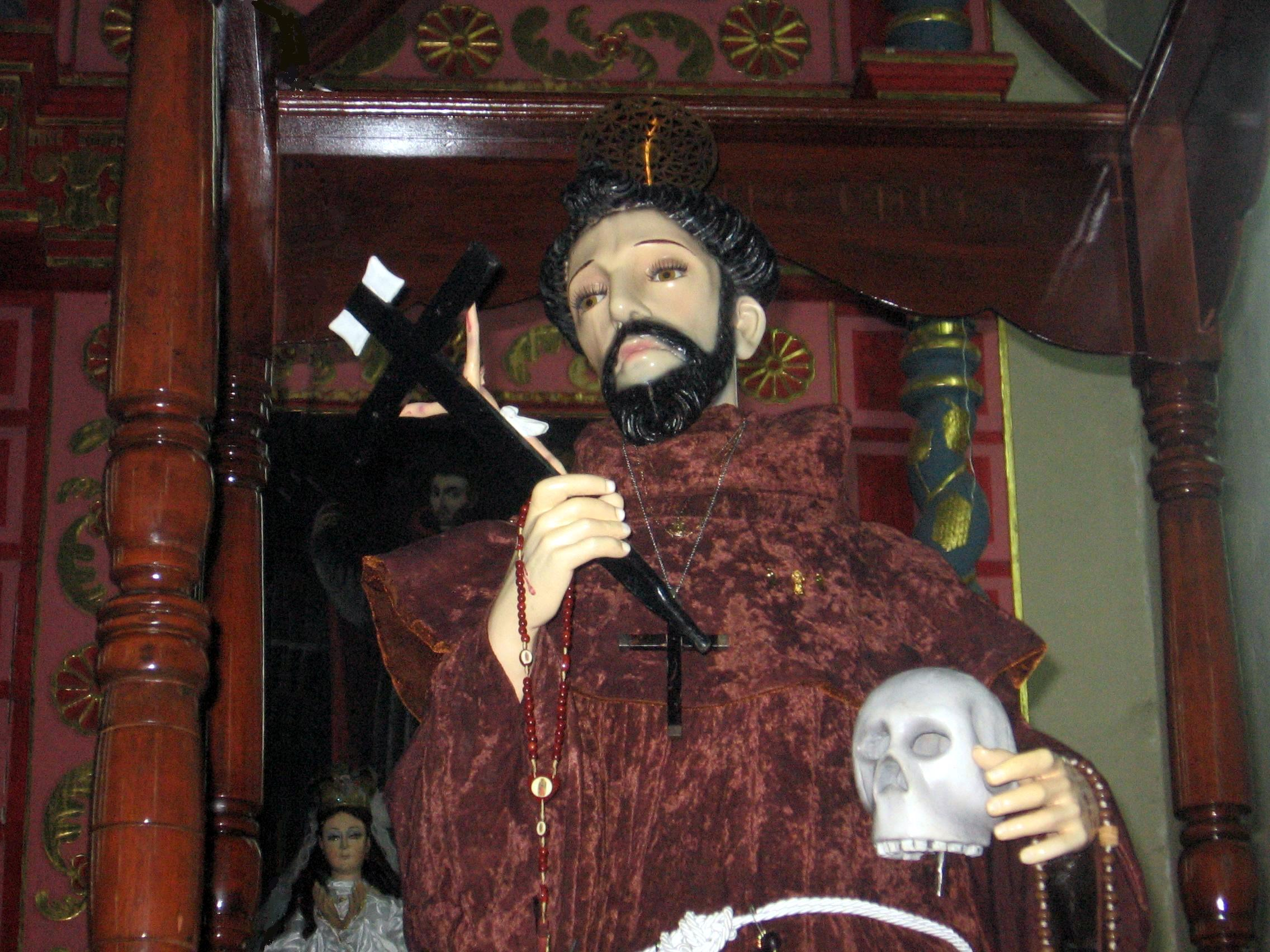
Imagen de San Francisco de Asís, ubicada en Telchac Pueblo.

Las fiestas en homenaje a San Francisco de Asís, santo patrono de Telchac, se celebran del 25 de septiembre al 4 de octubre, siendo este último el día principal de las festividades.
Se celebran además de los diversos actos religiosos, corridas de toros, gremios (bailes durante el día), bailes en las noches y las tradicionales vaquerías. El día final se acostumbra cantar "las mañanitas" acompañadas de mariachis al santo.
Sobre la imagen de San Francisco de Asís hay una leyenda local que dice que la imagen fue encontrada en las costas de Miramar, (hoy Telchac Puerto) y fue llevada a la iglesia del pueblo, como un santo más, pero la presencia de granos de arena en los pies, a pesar de las limpiezas que se hacían, fue interpretada por los creyentes como un milagro y desde entonces le fueron atribuidos dones milagrosos a la imagen, lo que aumentó su reputación en la región y la fe hacia la imagen. 
La feria del municipio se extiende usualmente hasta el día 10 de octubre y durante esta, se reciben visitantes de todos los municipios vecinos y familias con raíces telchaqueñas que viven principalmente en los municipios de Cancún y Cozumel del vecino estado de Quintana Roo y de diversas ciudades de los Estados Unidos de América.
De acuerdo al XII Censo General de Población y Vivienda efectuado por el Instituto Nacional de Estadística y Geografía, la población de 5 años y más hablante de Idioma maya en el municipio asciende a 656 personas.

## Infraestructura

### Iglesia

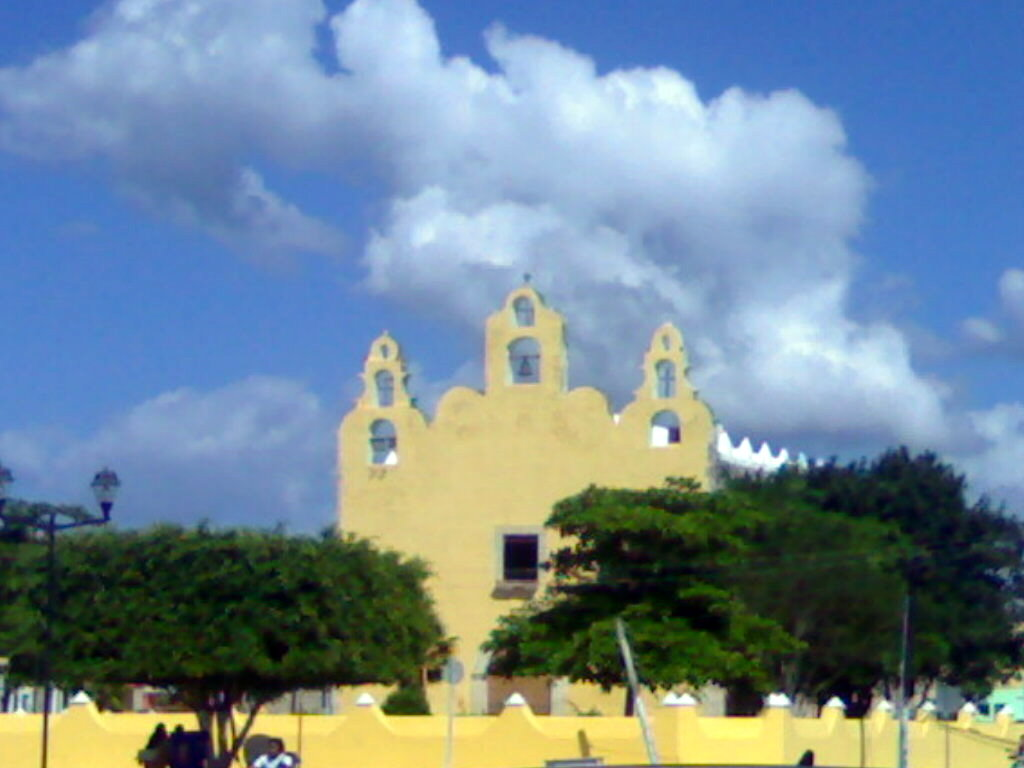
Templo dedicado a San Francisco de Asís, Santo Patrono de Telchac Pueblo.

El Templo católico dedicado originalmente a San Lorenzo y ahora dedicado a San Francisco de Asís, patrono del pueblo, se encuentra ubicado al costado oriente del centro de la comunidad. No se sabe la fecha exacta de la construcción pero data de finales del siglo XVII, construido durante la época colonial de Yucatán y creyéndose, sin estar confirmado, que se terminó de construir en el año de 1693.
En cuanto a las religiones presentes en la población la mayoritaria es la Católica, aunque también cuenta con una gran comunidad Presbiteriana que tiene su templo, la Evangélica que también cuenta con su templo y los Testigos de Jehová que también cuentan con un pequeño templo; la presencia más reciente es la llamada Iglesia de Jesucristo de los Santos de los Últimos Días o Mormones. Al año 2000, la población de 5 años y más, que es católica asciende a 2,785 habitantes, mientras que los no católicos, en el mismo rango de edades, suman 230 habitantes

### Parque a la Bandera
Este parque es el punto de encuentro de la población telchaqueña, no hay día ni noche que no se encuentre a los pobladores de este municipio "tomando el fresco" o simplemente platicando, es una costumbre fuertemente arraigada entre los pobladores, cosa que en los municipios de los alrededores no se ve con tanta frecuencia. Además este parque cuenta con 4 tiendas o puestos, dos de ellos de comida, donde la gente acostumbra comer en las noches.
Recientemente, los 4 locales de este parque fueron remodelados como parte del Programa 3x1 para migrantes que apoya las iniciativas de los mexicanos que viven en el exterior y les brinda la oportunidad de canalizar recursos, en obras de impacto social que benefician directamente a sus comunidades de origen. 

## La flor más bella

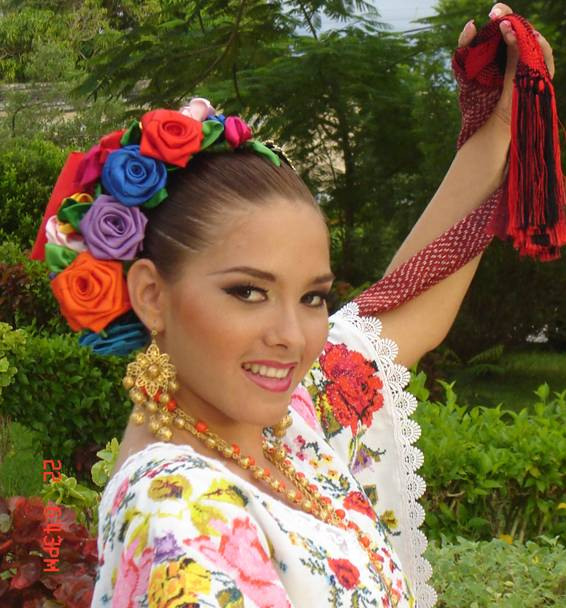
Lizzie Jiménez Castillo, "La Flor Más Bella" de Yucatán 2006.

El año 2006, el municipio fue distinguido por el hecho de que una de sus habitantes, Lizzie Jiménez Castillo, fue la ganadora del certamen La flor más bella de Yucatán, lo que le permitió llegar al concurso de belleza nacional en el que obtuvo el tercer lugar.

## Galería

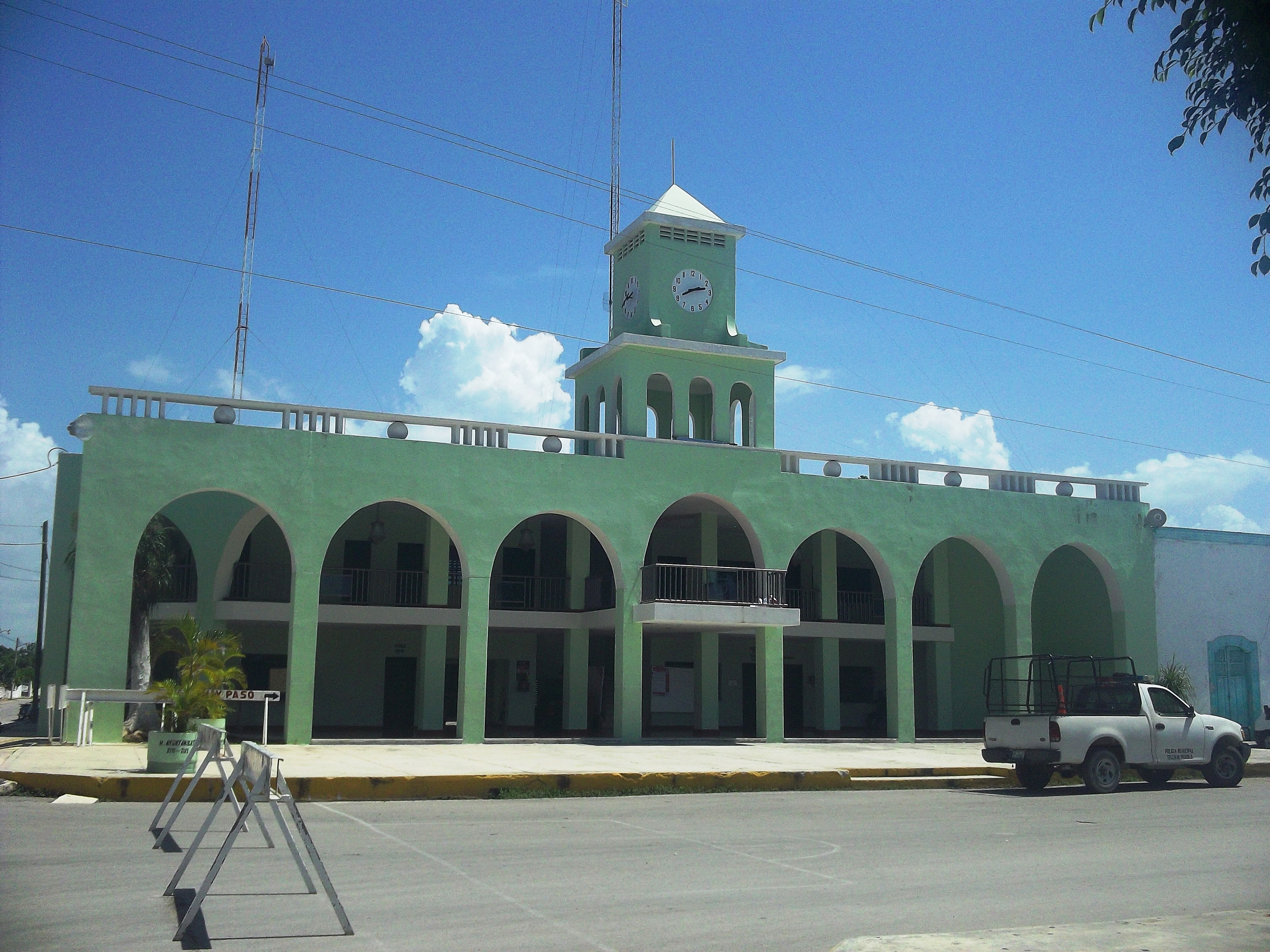
Palacio municipal de Telchac Pueblo.
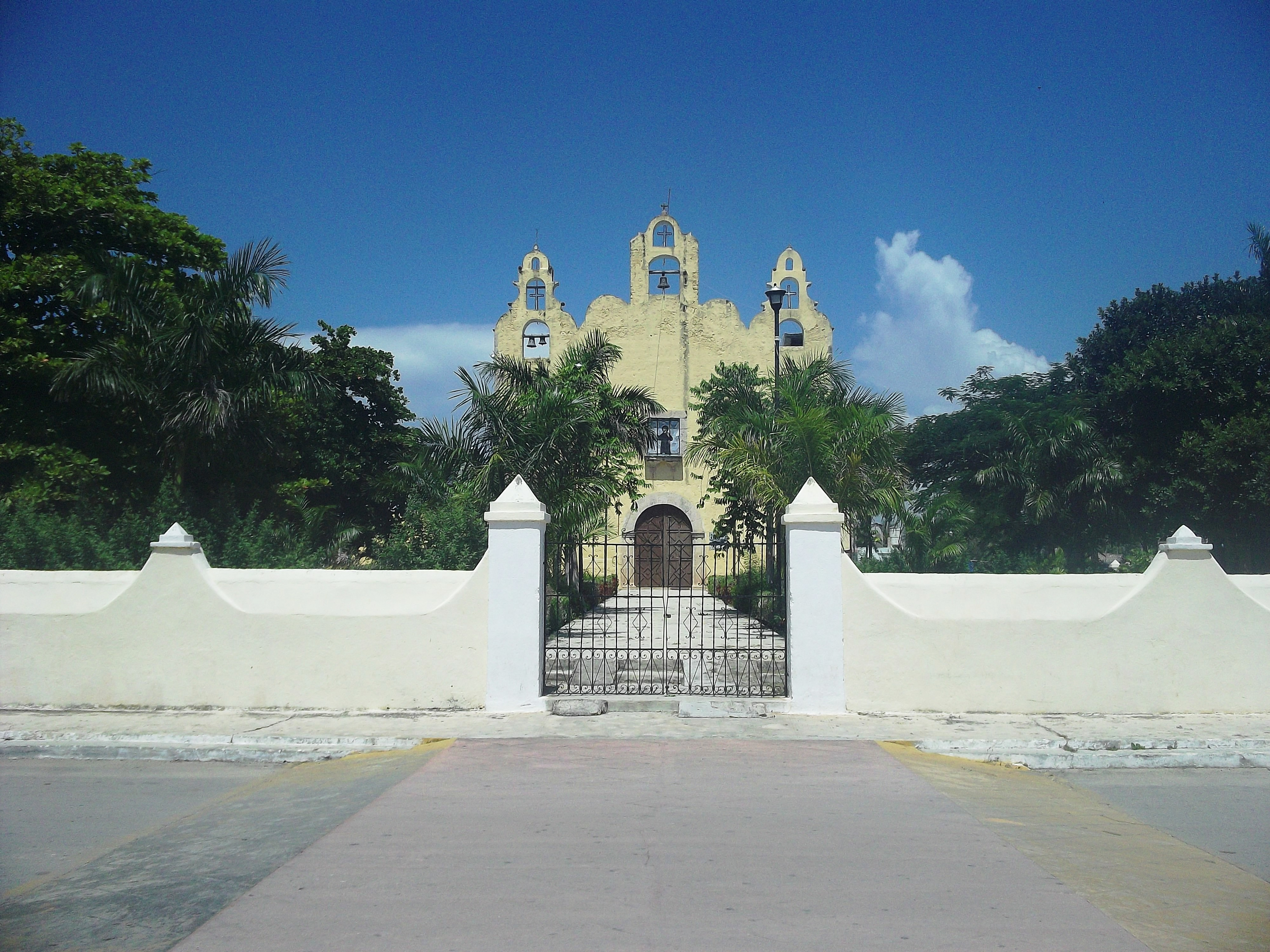
Iglesia de de Telchac Pueblo.
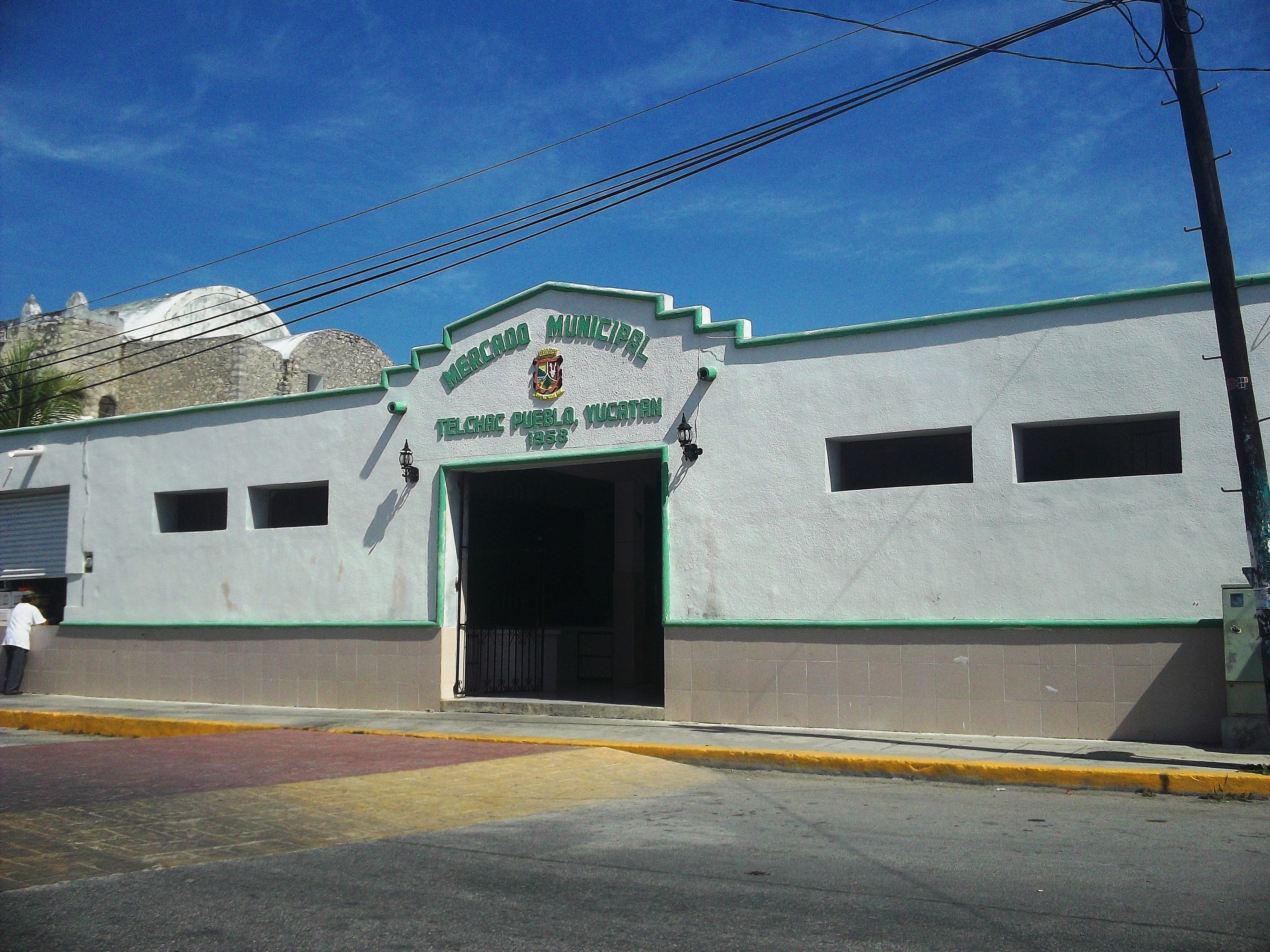
Mercado municipal de Telchac Pueblo.
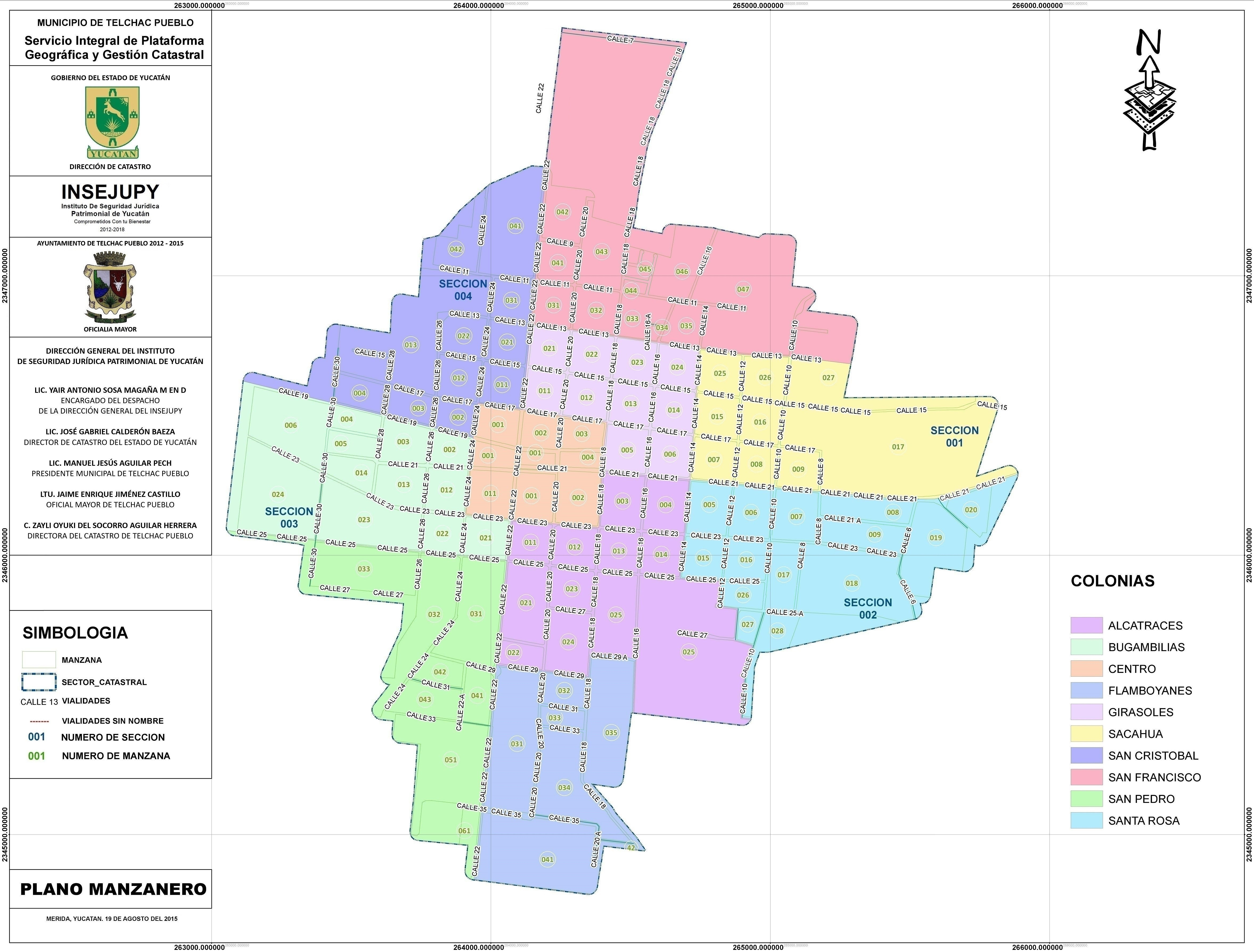
Colonias de Telchac Pueblo.